# Jasenje (Bosanska Dubica, BiH)
Jasenje je naseljeno mjesto u sastavu općine Bosanska Dubica, Republika Srpska, BiH.

## Stanovništvo
| Jasenje            |              |
| godina popisa      | 1991.        |
| Srbi               | 129 (96,99%) |
| Hrvati             | 0            |
| Muslimani          | 1 (0,75%)    |
| Jugoslaveni        | 3 (2,26%)    |
| ostali i nepoznato | 0            |
| ukupno             | 133          |